# Sollana (kommunhuvudort)
Sollana är en kommunhuvudort i Spanien.   Den ligger i provinsen Província de València och regionen Valencia, i den östra delen av landet, 300 km öster om huvudstaden Madrid. Antalet invånare är 4 515.
Terrängen runt Sollana är platt. Runt Sollana är det ganska tätbefolkat, med 248 invånare per kvadratkilometer. Närmaste större samhälle är Torrent, 19,1 km norr om Sollana. Trakten runt Sollana består till största delen av jordbruksmark.